# Comuna Șoarș, Brașov
Șoarș, mai demult Șaroșa, Șoarșiu, (în dialectul săsesc Schuarsch, Šuerš, în germană Scharosch, Scharesch, în maghiară Sáros, în trad. "Noroieni", "Glodeni") este o comună în județul Brașov, Transilvania, România, formată din satele Bărcuț, Felmer, Rodbav, Seliștat și Șoarș (reședința).

## Demografie
Componența etnică a comunei Șoarș
     Români (85,56%)
     Romi (1,78%)
     Germani (1,5%)
     Maghiari (1,04%)
     Alte etnii (10,13%)
Componența confesională a comunei Șoarș
     Ortodocși (85,27%)
     Alte religii (4,49%)
     Necunoscută (10,24%)
Conform recensământului efectuat în 2021, populația comunei Șoarș se ridică la 1.738 de locuitori, în scădere față de recensământul anterior din 2011, când fuseseră înregistrați 1.755 de locuitori. Majoritatea locuitorilor sunt români (85,56%), cu minorități de romi (1,78%), germani (1,5%) și maghiari (1,04%). Din punct de vedere confesional, majoritatea locuitorilor sunt ortodocși (85,27%), iar pentru 10,24% nu se cunoaște apartenența confesională.

## Politică și administrație
Comuna Șoarș este administrată de un primar și un consiliu local compus din 11 consilieri. Primarul, Dănuț-Ioan Timiș[*], de la Partidul Național Liberal, este în funcție din 2012. Începând cu alegerile locale din 2024, consiliul local are următoarea componență pe partide politice:
|  | Partid                       | Consilieri | Componența Consiliului | Componența Consiliului | Componența Consiliului | Componența Consiliului | Componența Consiliului | Componența Consiliului |
|  | ---------------------------- | ---------- | ---------------------- | ---------------------- | ---------------------- | ---------------------- | ---------------------- | ---------------------- |
|  | Partidul Național Liberal    | 6          |                        |                        |                        |                        |                        |                        |
|  | Partidul Social Democrat     | 2          |                        |                        |                        |                        |                        |                        |
|  | Partida Romilor „Pro Europa” | 2          |                        |                        |                        |                        |                        |                        |
|  | Alianța Dreapta Unită        | 1          |                        |                        |                        |                        |                        |                        |

## Primarii comunei
- 1996[8] - 2000 - Șulea Viorel, de la USD
- 2000[9] - 2004 - Diaconu Ion, de la PSDR
- 2004[10] - 2008 - Diaconu Ion, de la PSD
- 2008[11] - 2012 - Piticaș Ioan, de la PDL
- 2012[12] - 2016 - Timiș Dănuț Ion, de la PNL
- 2016[13] - 2020 - Timiș Dănuț Ion, de la PNL
- 2020[14] - 2024 - Poiană Sebastian-Adrian, de la PNL

## Personalități născute aici
- Ion Mușlea (1899 - 1966), folclorist;
- Ana Grama (n. 1940), etnomuzeograf, istoric, documentarist, arhivist.

## Vezi și
- Biserica evanghelică fortificată din Rodbav
- Biserica fortificată din Șoarș
- Hârtibaciu Sud - Est (sit de importanță comunitară inclus în rețeaua ecologică europeană Natura 2000 în România).
- Podișul Hârtibaciului (arie de protecție specială avifaunistică)

## Imagini

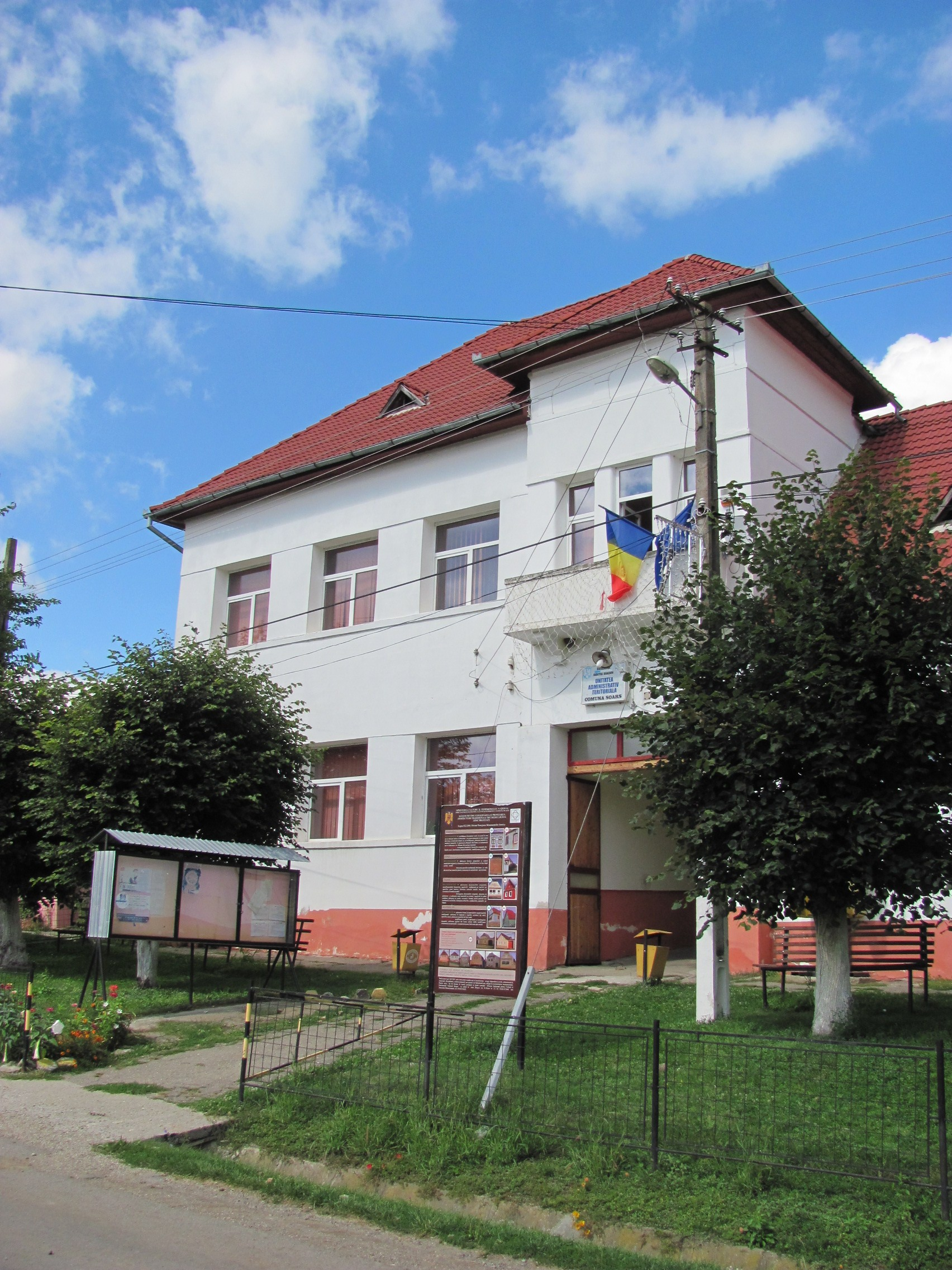
Primăria
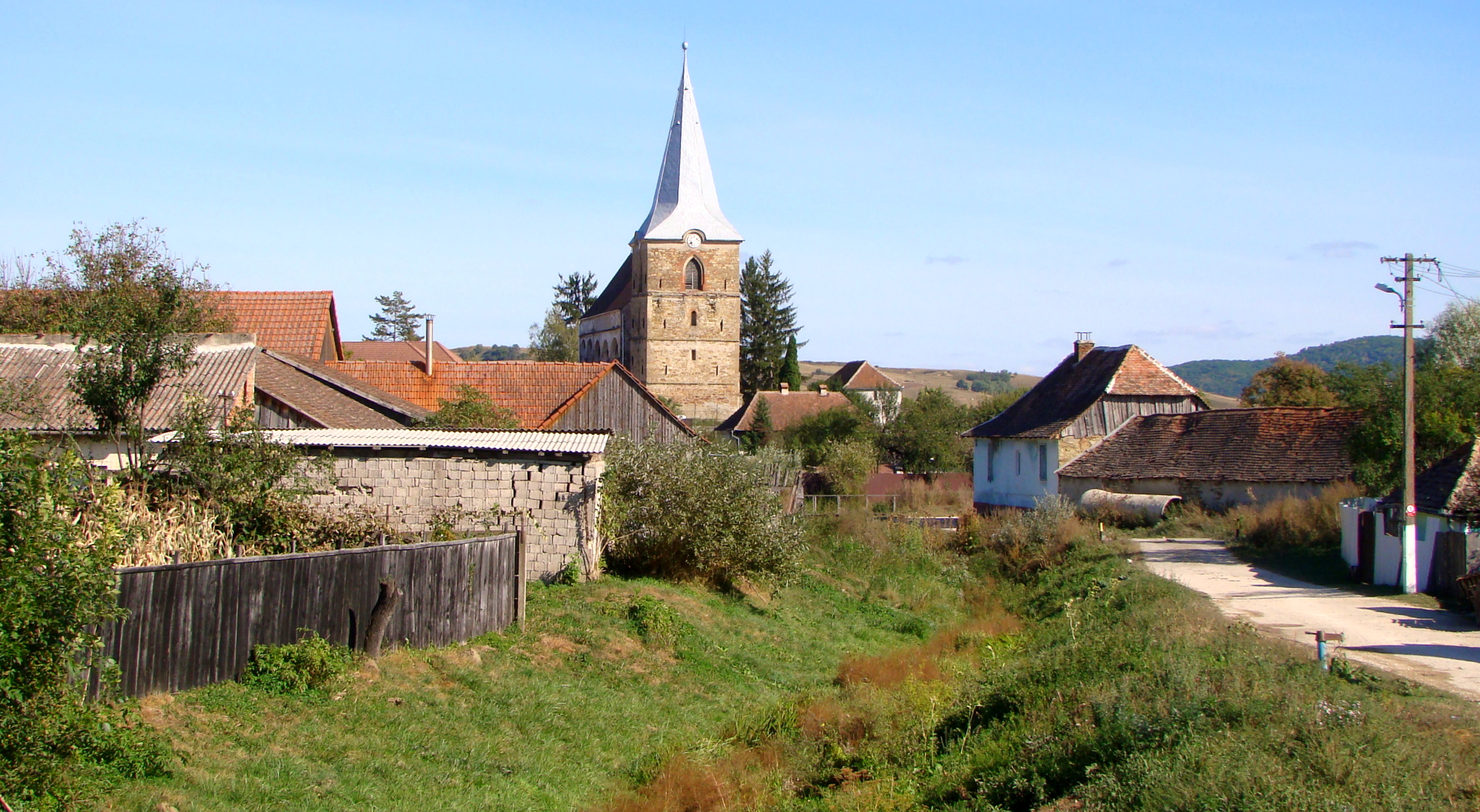
Șoarș
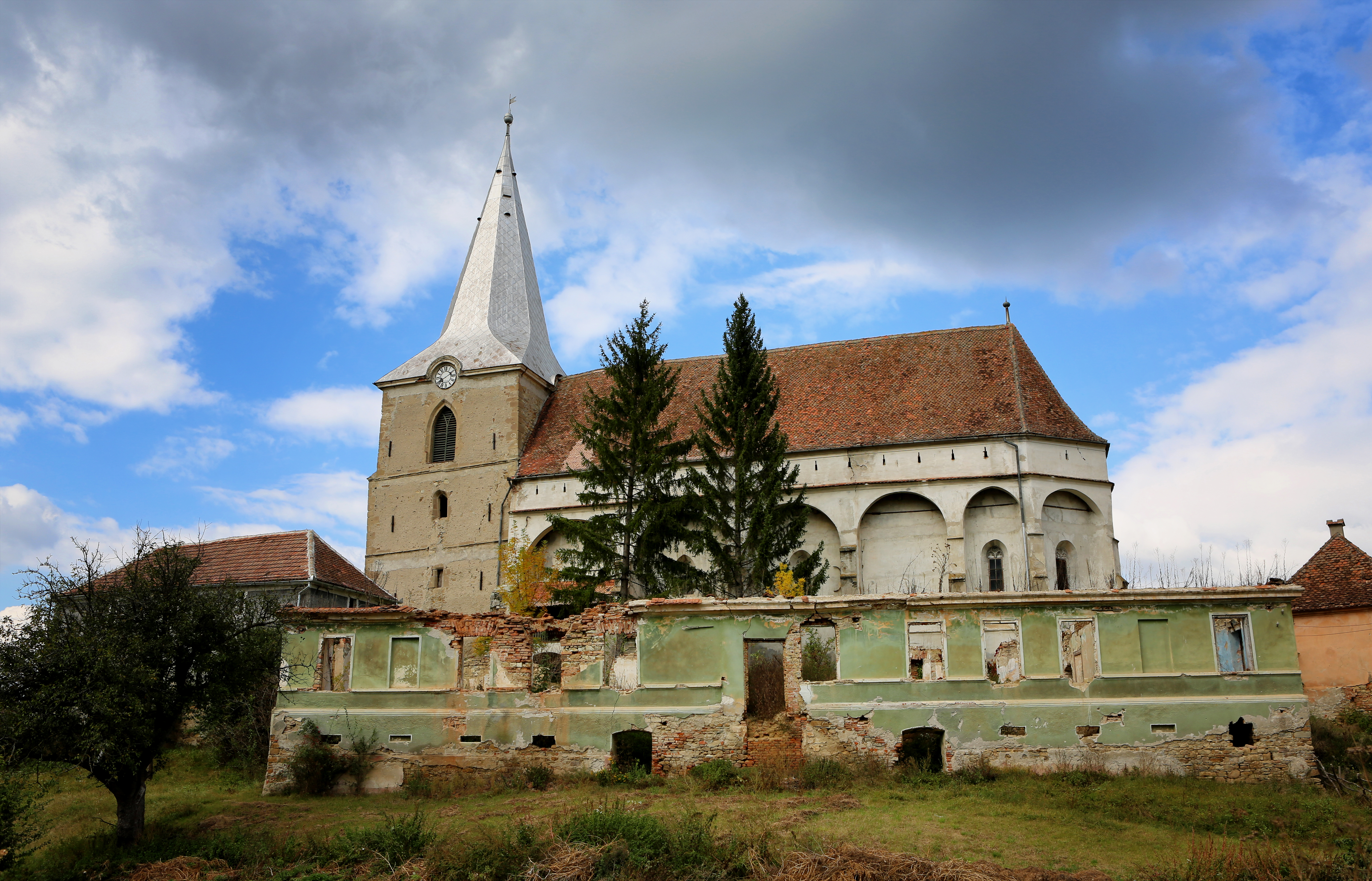
Biserica fortificată din Șoarș (monument istoric)
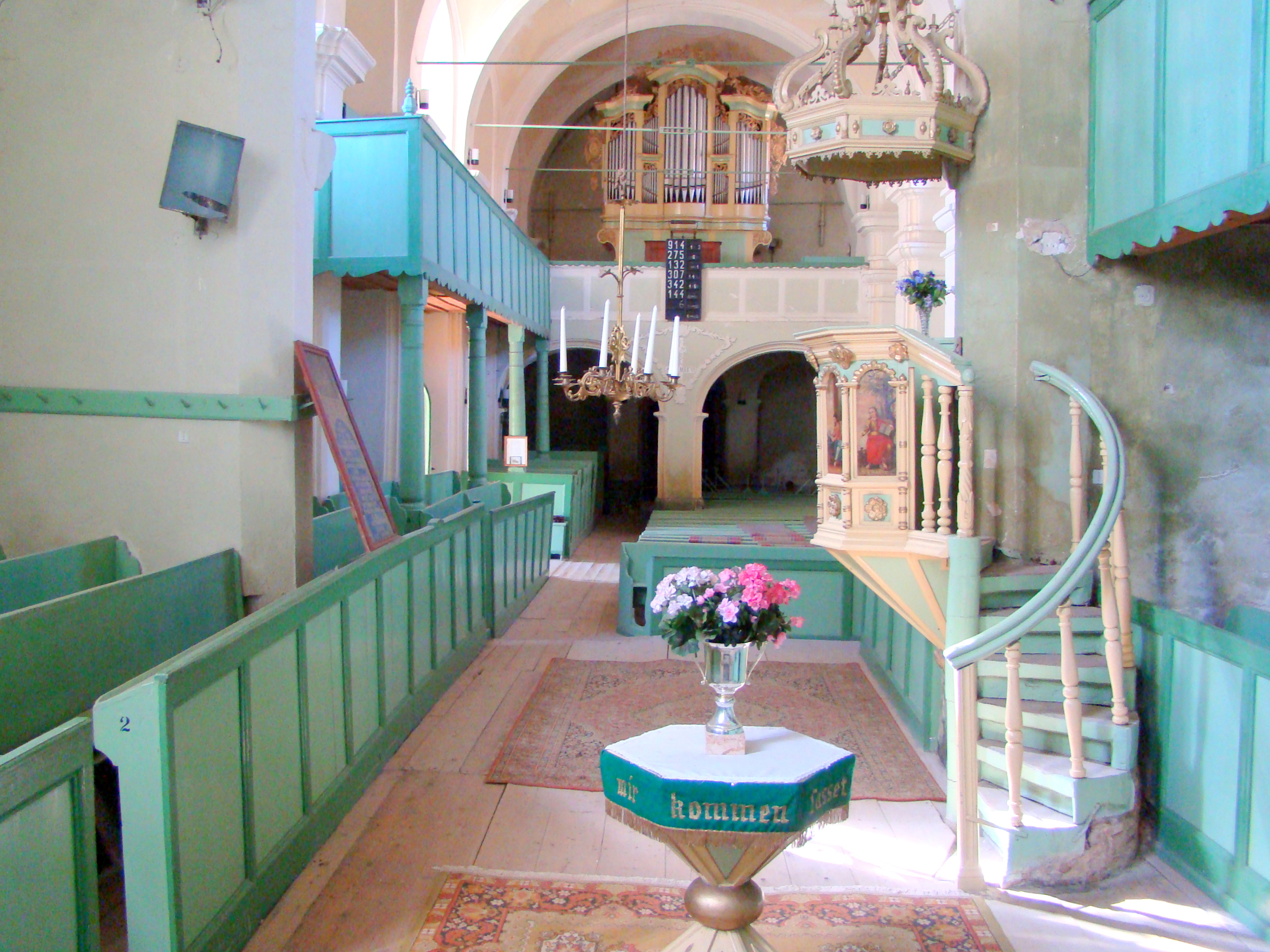
Biserica fortificată din Șoarș (monument istoric)
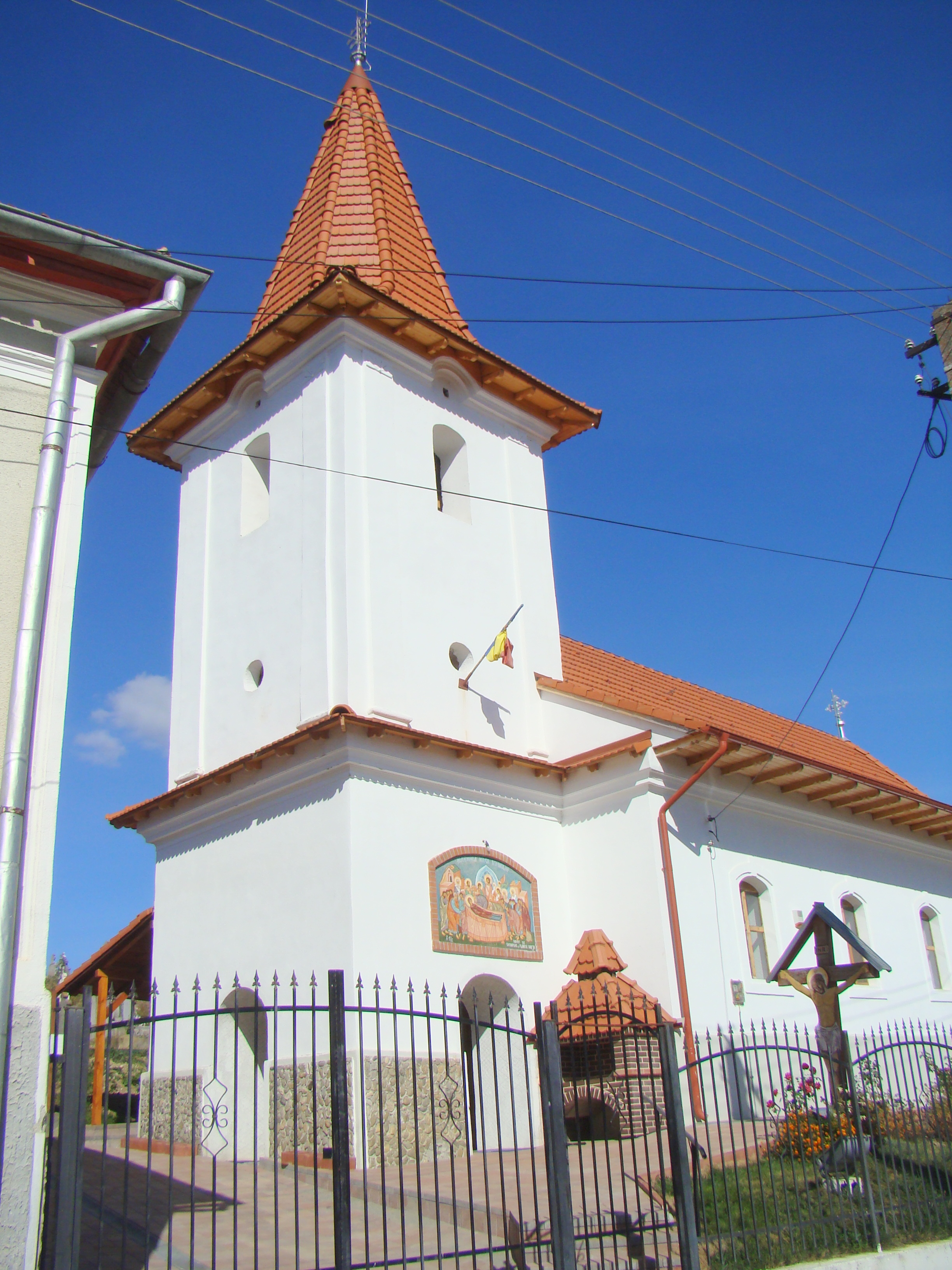
Biserica ortodoxă
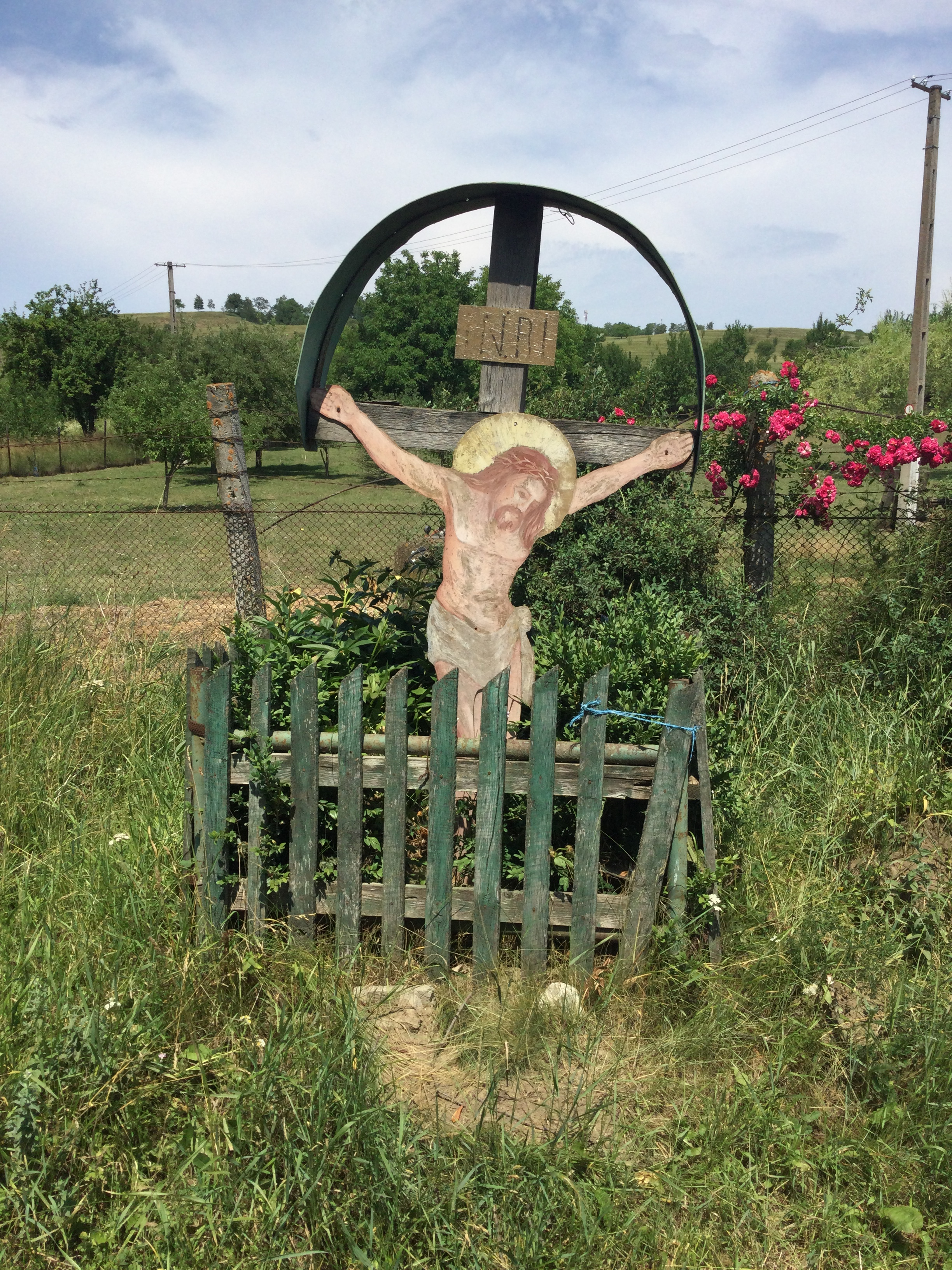
Troiță
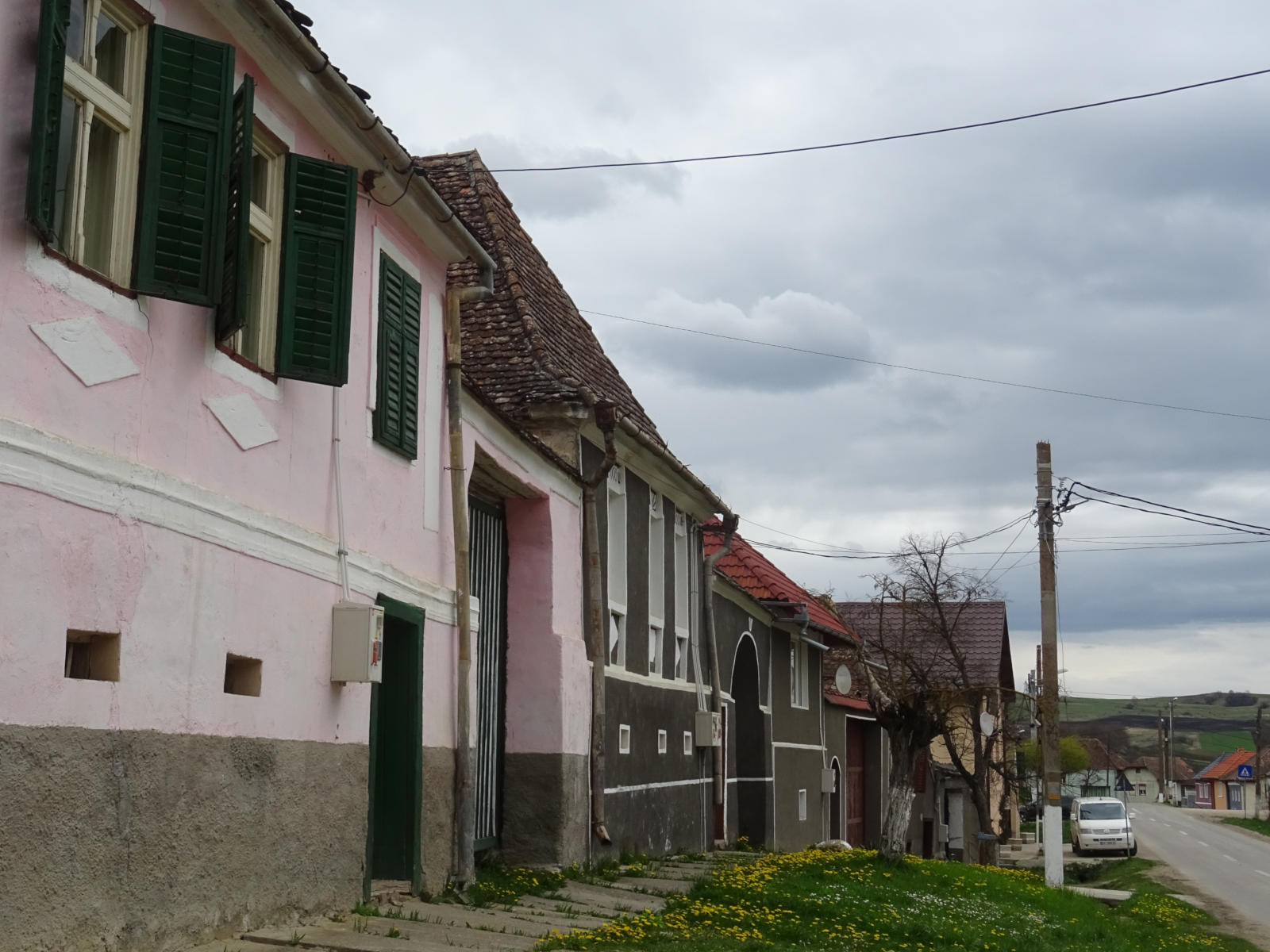
Șoarș
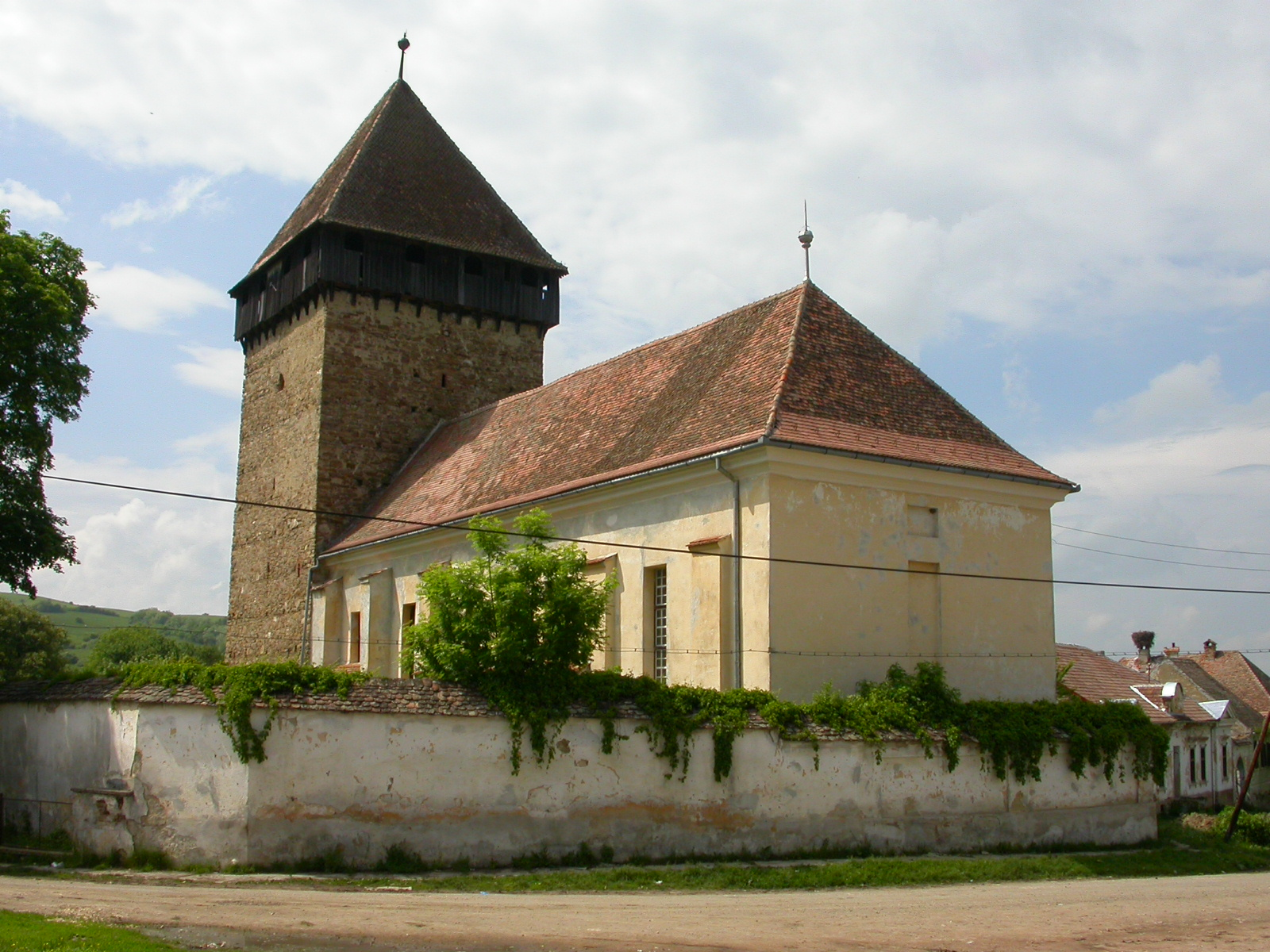
Biserica fortificată din Bărcuț (monument istoric)
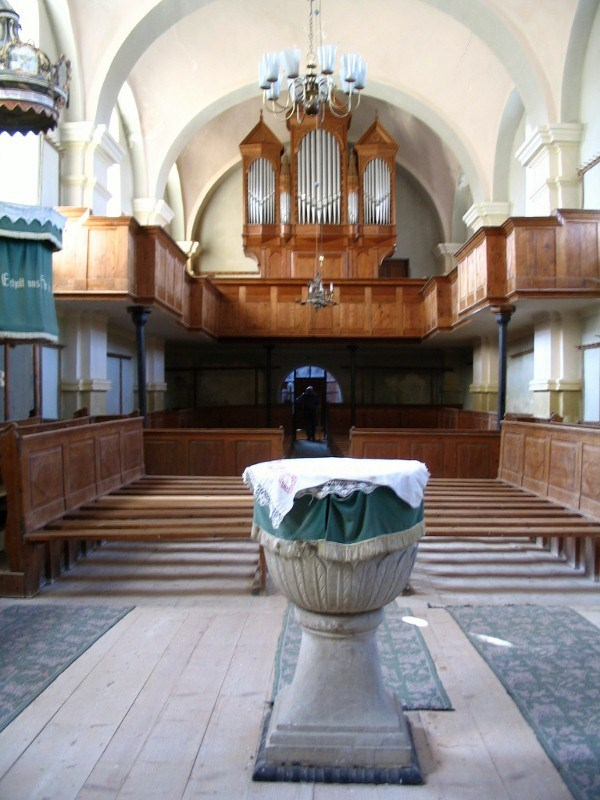
Biserica fortificată din Bărcuț (monument istoric)
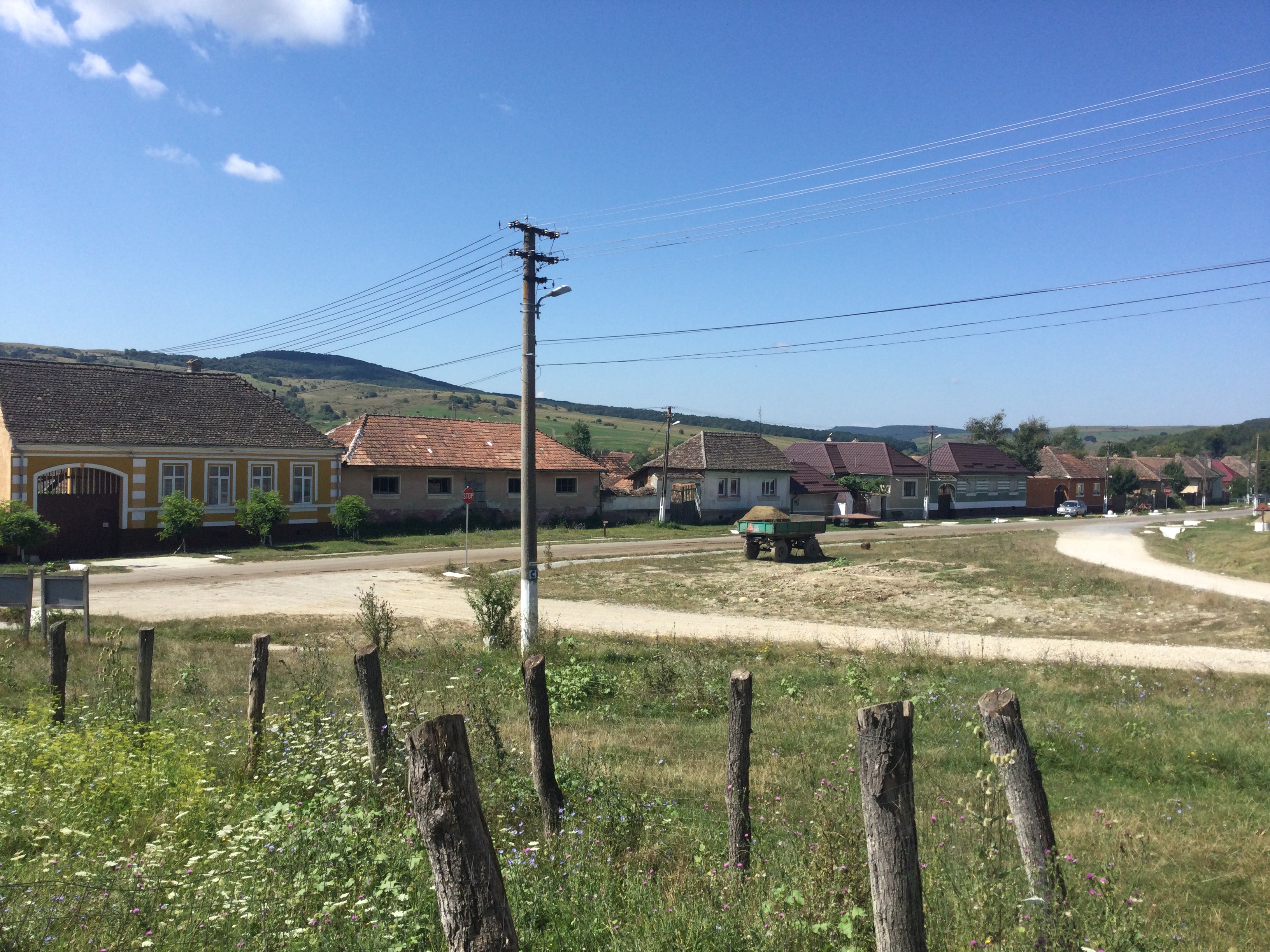
Felmer
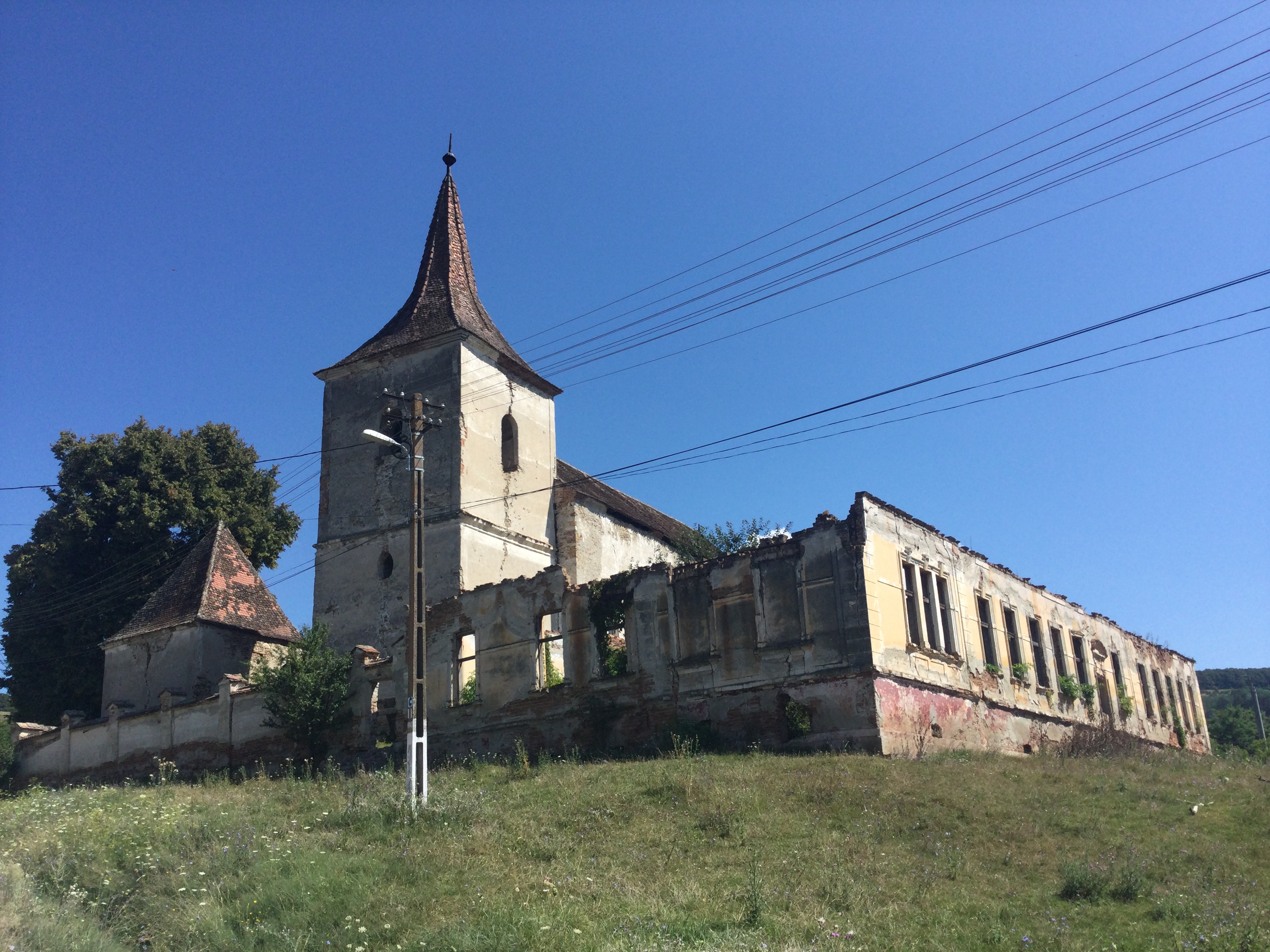
Biserica fortificată din Felmer (monument istoric)
Felmer
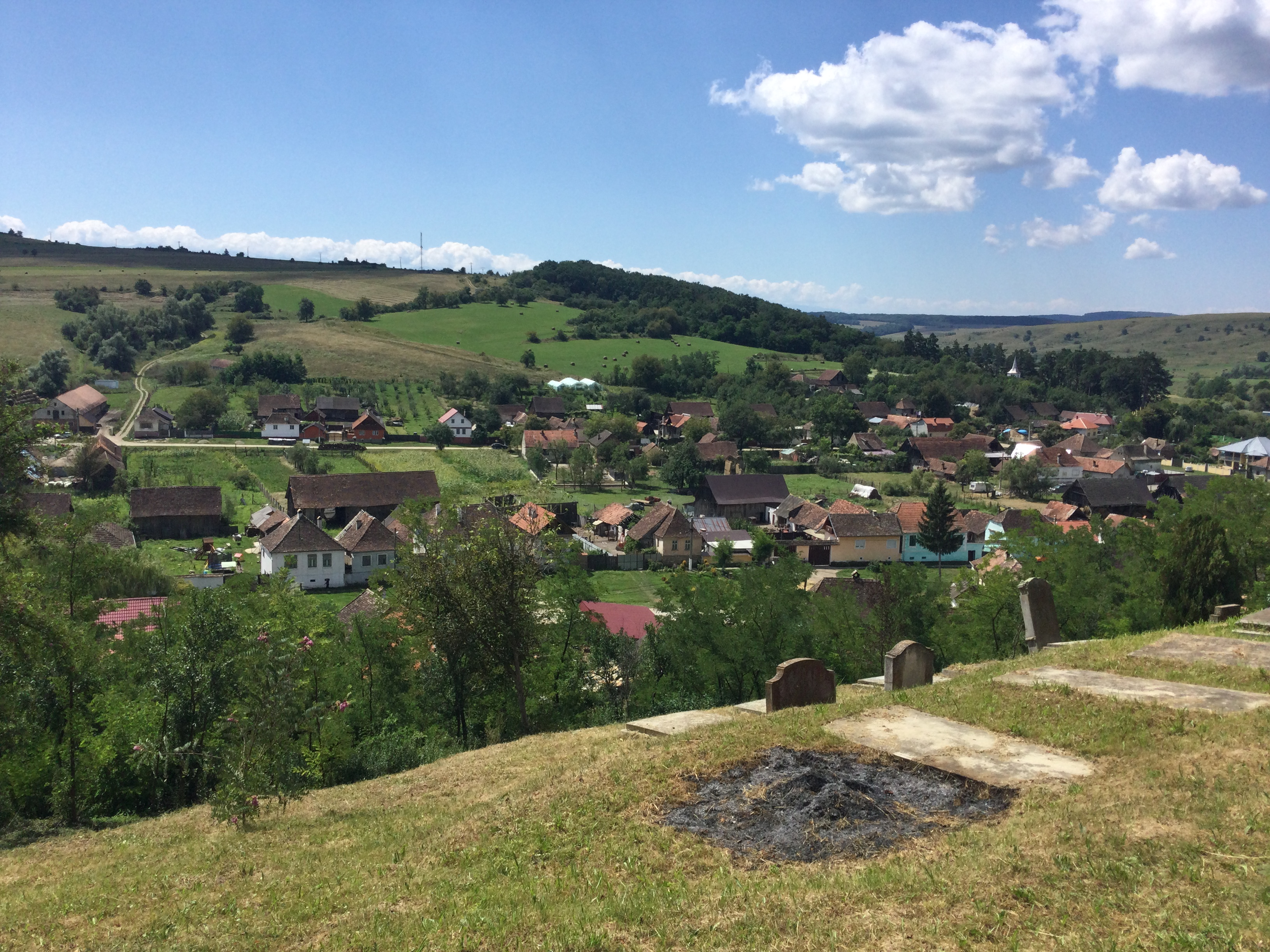
Rodbav
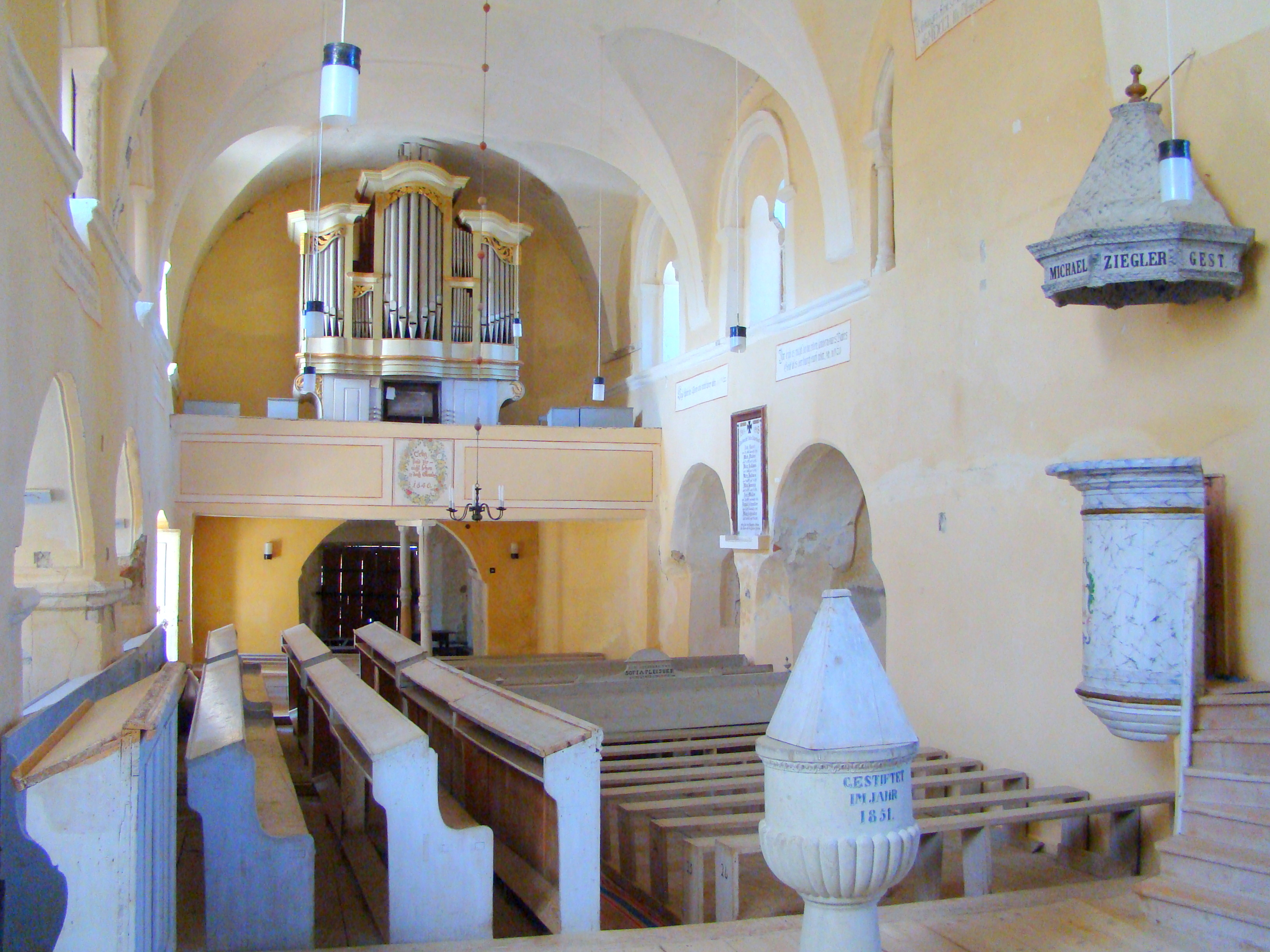
Biserica evanghelică din Rodbav (monument istoric)
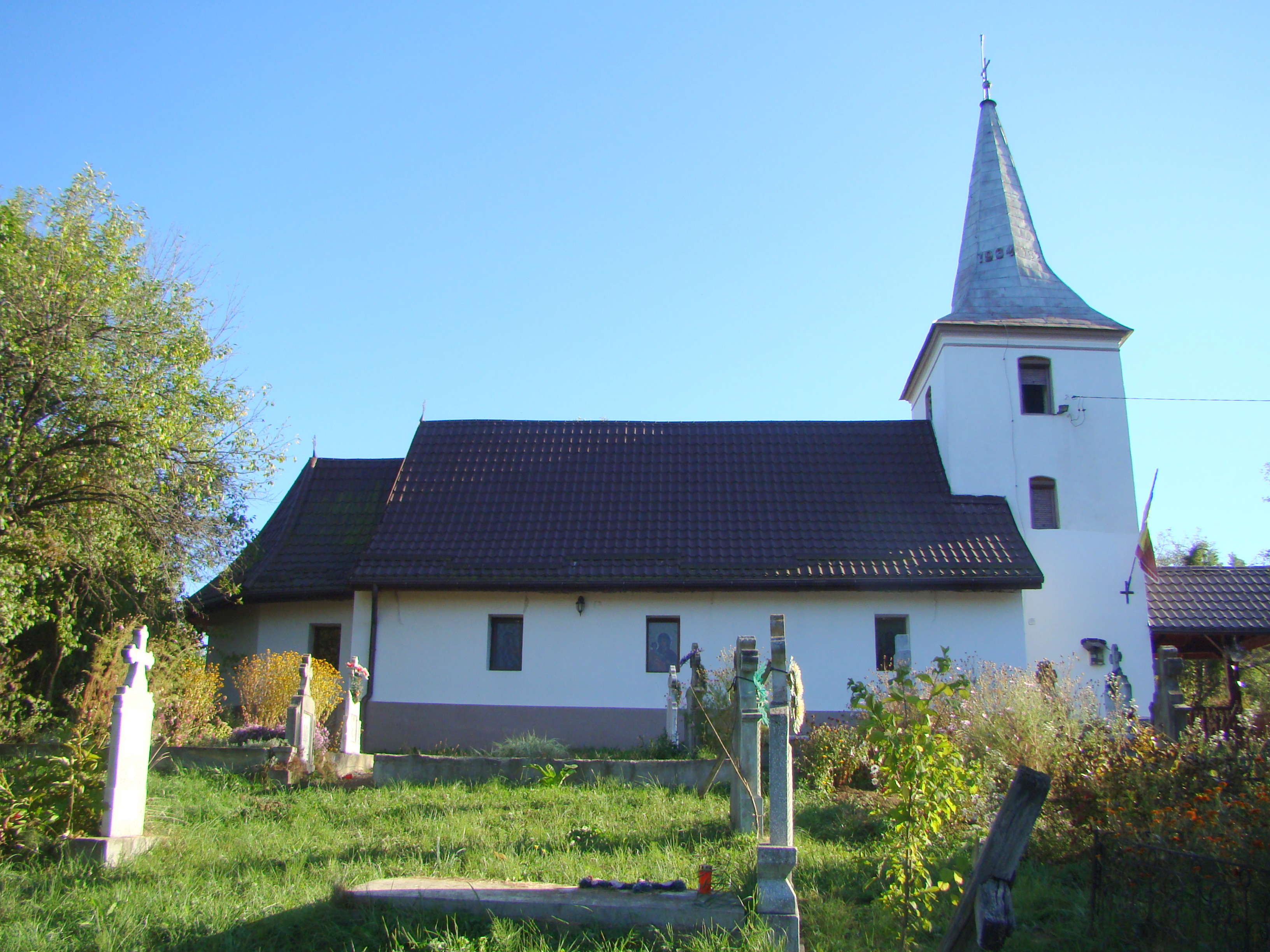
Biserica ortodoxă
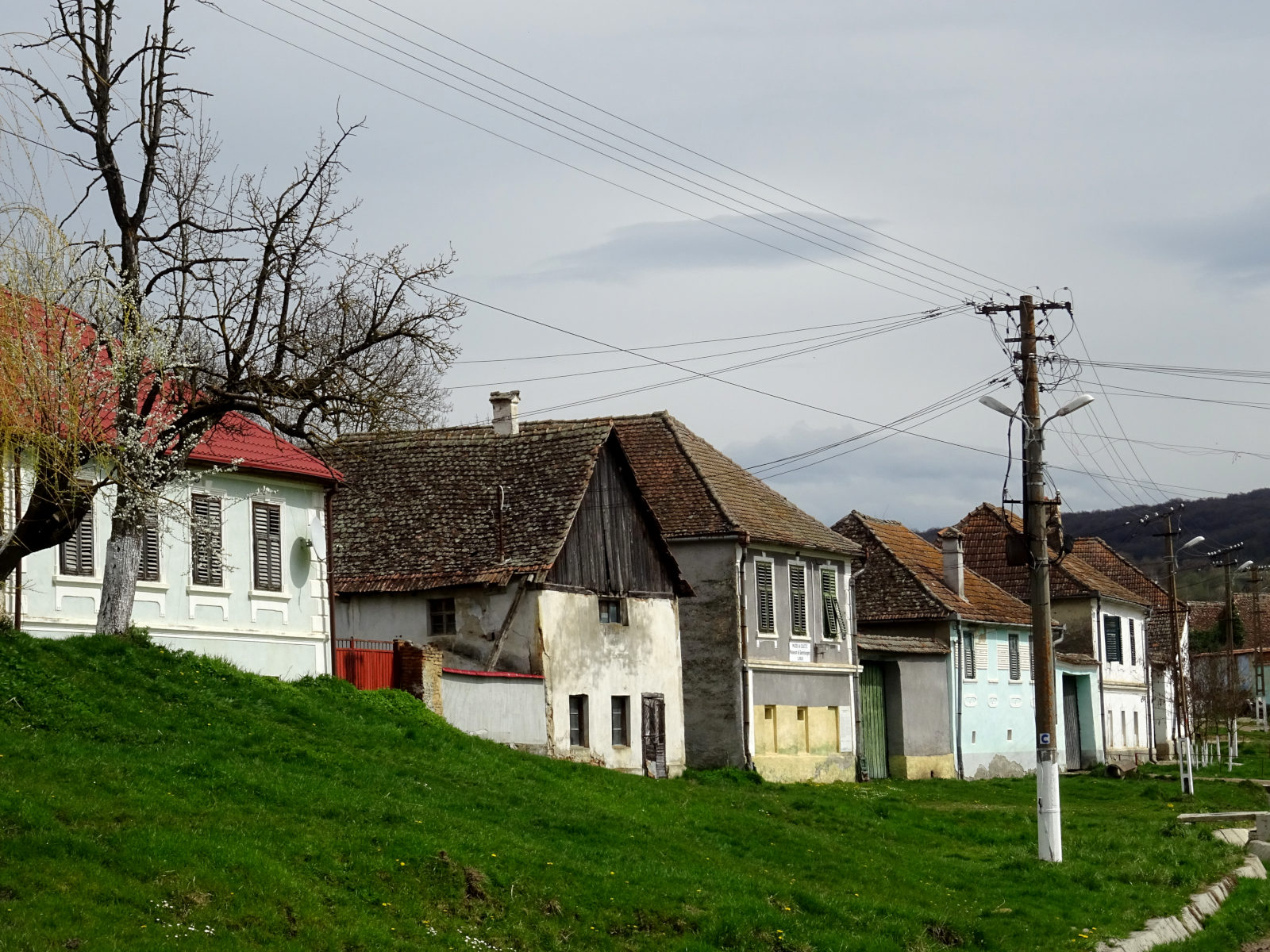
Seliștat
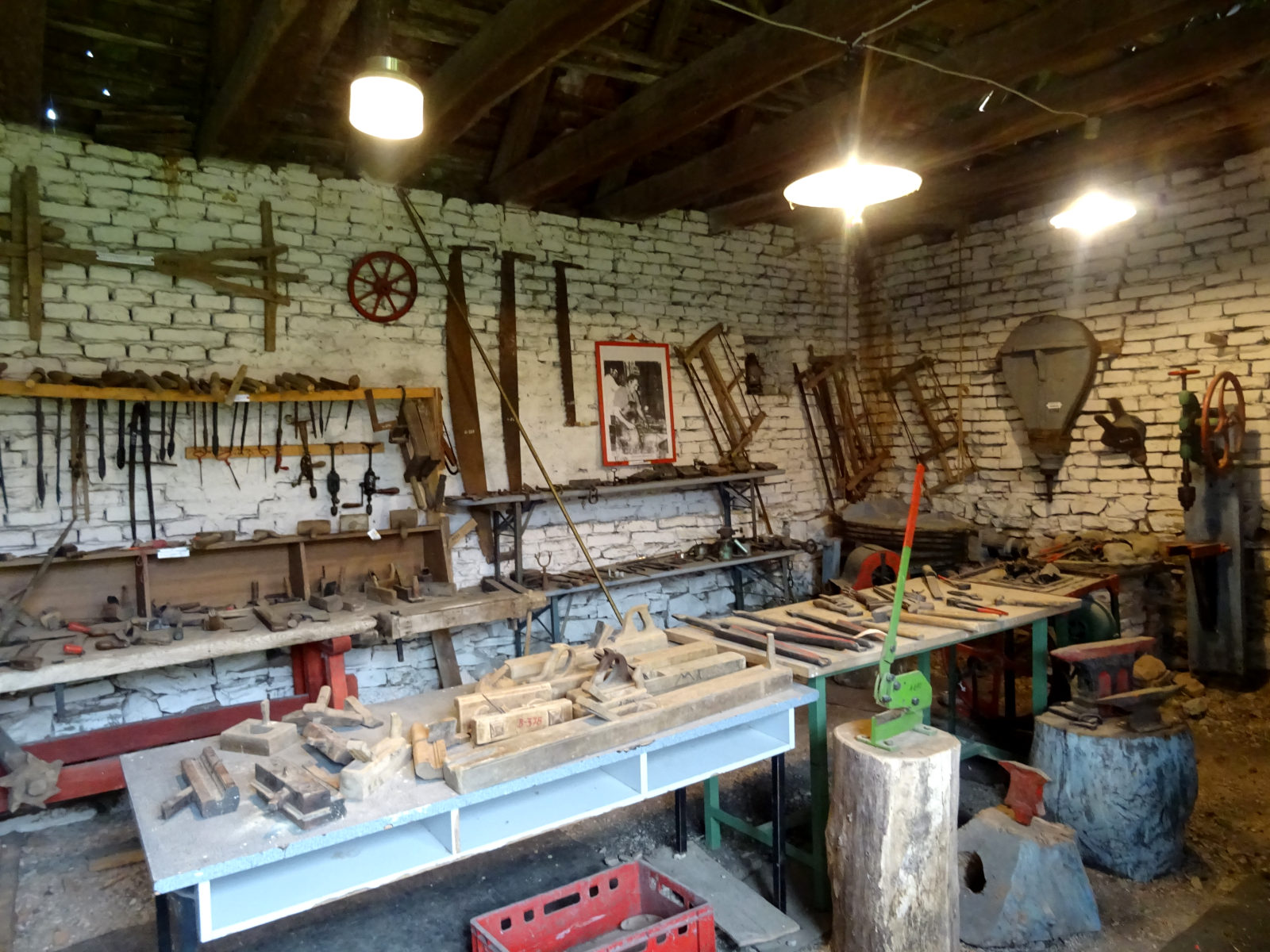
Muzeul